# Musselshell (Montana)
Pour les articles homonymes, voir Musselshell.
Musselshell est une census-designated place située dans le comté de Musselshell, dans l’État du Montana, aux États-Unis. Lors du recensement de 2010, elle comptait 60 habitants.

## Source
- (en) Cet article est partiellement ou en totalité issu de l’article de Wikipédia en anglais intitulé « Musselshell, Montana » (voir la liste des auteurs).